# Origine della vita

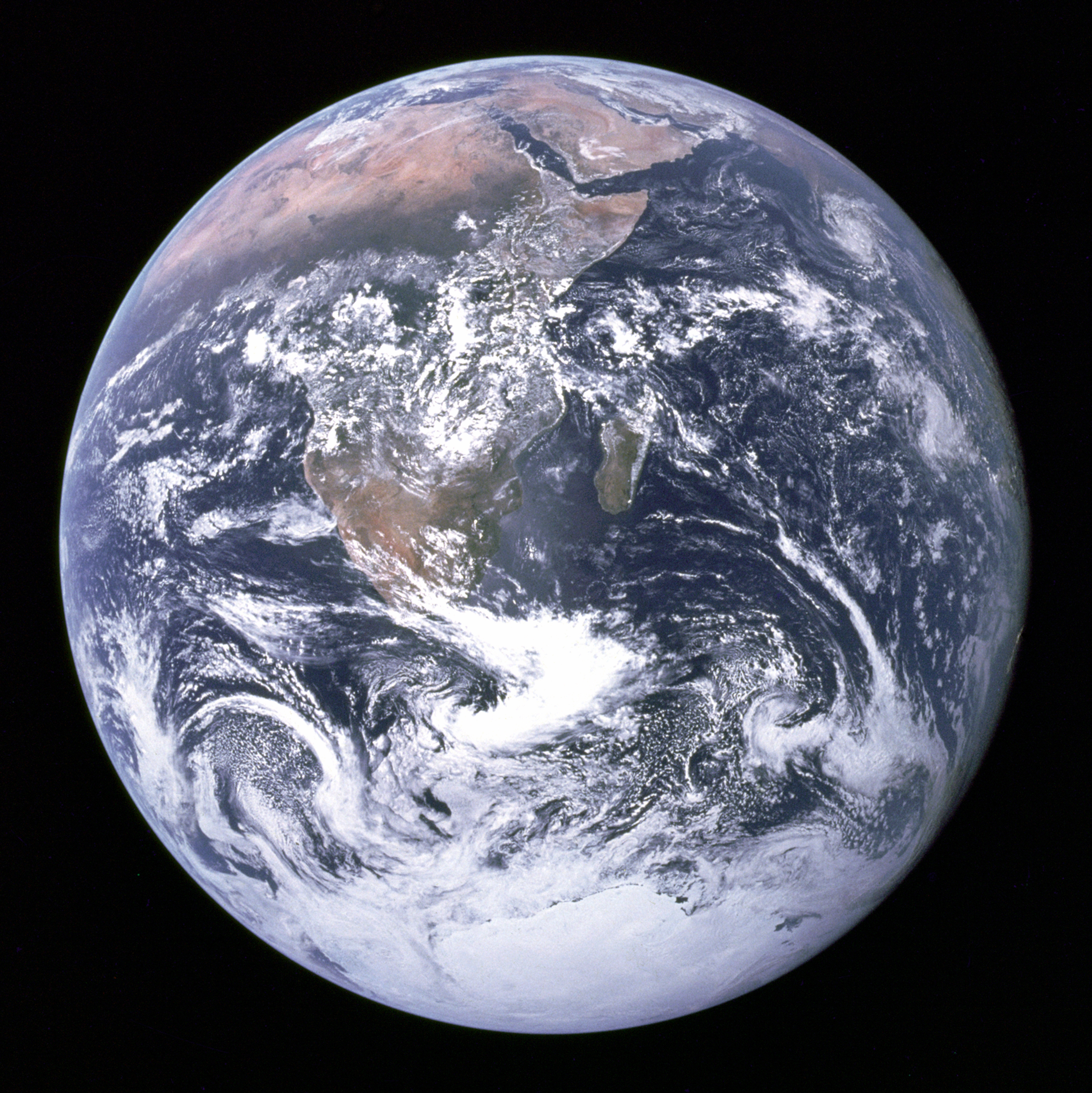
La Terra per lungo tempo è stata pensata come l'unico luogo dove la vita si potesse sviluppare

L'abiogenesi (dal greco a-bio-genesis, "origini non biologiche"), o informalmente l'origine della vita, è il processo naturale con il quale si ritiene che la vita si origini a partire da materia non vivente, come semplici composti organici.
Il passaggio da sistema non vivente ad organismo vivente non è stato un singolo evento ma piuttosto un processo graduale di aumento di complessità del sistema. L'abiogenesi è studiata combinando conoscenze di biologia molecolare, paleontologia, astrobiologia e biochimica per determinare come l'organizzazione crescente di reazioni chimiche abiotiche in sistemi non viventi abbia portato all'origine della vita sia sulla Terra, sia, presumibilmente, in altri luoghi dell'Universo dopo un po' di tempo dalla sua nascita (che si fa risalire ad un evento colossale noto con il nome di Big Bang, che si stima sia avvenuto circa 13,8 miliardi di anni fa) fino ai giorni nostri.

## Inizi
L'origine della vita sulla Terra è databile entro un periodo compreso tra i 4,4 miliardi di anni fa quando l'acqua allo stato liquido comparve sulla superficie terrestre e i 2,7 miliardi di anni fa quando la prima incontrovertibile evidenza della vita è verificata da isotopi stabili e biofirme molecolari che mostrano l'attività di fotosintesi. Si ritiene comunque che la vita abbia avuto origine intorno ai 3,9 miliardi di anni fa, quando la Terra iniziò a raffreddarsi fino ad una temperatura alla quale l'acqua poté trovarsi diffusamente allo stato liquido; lo avvalorano le scoperte di strutture microbiche risalenti a 3,7 miliardi di anni fa nelle rocce verdi di Isua, in Groenlandia. Inoltre varie campagne di ricerca hanno attestato la presenza di cianobatteri fossili racchiusi in rocce stromatolitiche dell'Australia occidentale dell'età di circa 3,5 miliardi di anni. Uno studio recente ha analizzato possibili microfossili, individuati come filamenti di ematite presenti in campioni prelevati dal Nuvvuagittuq Supracrustal Belt, datandoli tra i 3,75 miliardi di anni fa e i 4,28 miliardi di anni fa. Se lo studio venisse confermato sarebbe la prova che la formazione della vita sulla Terra sia avvenuta in tempi molto rapidi dopo la sua formazione.
Il concetto di origine della vita è stato trattato fin dall'antichità nell'ambito di diverse religioni e nella filosofia: con lo svilupparsi di modelli scientifici spesso in contrasto con quanto letteralmente affermato nei testi sacri delle religioni, l'origine della vita è diventato tema di dibattito tra scienza e fede. Questo ha portato a una lettura meno letterale e più metaforica di alcuni testi sacri, il cui obiettivo comunque non era dare spiegazioni scientifiche su come la vita fosse nata, ma piuttosto fornire un senso e uno scopo alla nascita della vita. Dal punto di vista scientifico, la spiegazione dell'origine della vita parte dal postulato che le prime forme viventi si originarono da materiale non vivente.

## Spiegazioni
L'interrogativo su come si originò la vita sulla Terra si pose soprattutto in seguito allo sviluppo della teoria della evoluzione per selezione naturale, elaborata in modo indipendente da A.R. Wallace e da C.R. Darwin nel 1858, la quale suggeriva che tutte le forme di vita sono legate da relazioni di discendenza comune attraverso ramificati alberi filogenetici che riconducono ad un unico progenitore, estremamente semplice dal punto di vista biologico. Il problema era capire come si originò questa semplice forma primordiale, presumibilmente una cellula molto simile ai moderni procarioti e contenente l'informazione genetica, conservata negli acidi nucleici, oltre a proteine e altre biomolecole indispensabili alla propria sopravvivenza e riproduzione. Il processo evolutivo che ha portato alla formazione di un sistema complesso e organizzato (ovvero il primo essere vivente) a partire dal mondo prebiotico è durato centinaia di milioni di anni ed è avvenuto attraverso tappe successive di eventi, che dopo un numero elevato di tentativi hanno portato a sistemi progressivamente più complessi.
La prima tappa fondamentale è stata la produzione di semplici molecole organiche, come amminoacidi e nucleotidi, che costituiscono i mattoni della vita. Gli esperimenti di Stanley Miller e altri hanno dimostrato che quest'evento era realizzabile nelle condizioni chimico-fisiche della Terra primordiale, caratterizzata da un'atmosfera riducente. Inoltre il ritrovamento di molecole organiche nello spazio, all'interno di nebulose e meteoriti ha dimostrato che queste reazioni sono avvenute anche in altri luoghi dell'universo, tanto che alcuni scienziati ritengono che le prime biomolecole siano state trasportate sulla Terra per mezzo di meteoriti.

## Ultimi quesiti
La questione più difficile è spiegare come da questi semplici composti organici, concentrati nei mari in un brodo primordiale, poterono formarsi delle cellule dotate dei requisiti minimi essenziali per poter essere considerate viventi, cioè la capacità di utilizzare materiali presenti nell'ambiente per mantenere la propria struttura, organizzazione e potersi riprodurre. Molti scienziati hanno cercato di chiarire attraverso ipotesi ed esperimenti le tappe fondamentali che hanno condotto alla vita, tra cui l'origine dei primi polimeri biologici e tra questi di una molecola capace di produrre copie di se stessa, il replicatore, dal quale derivano i nostri geni e la formazione delle prime membrane biologiche, che hanno creato dei compartimenti isolati dall'ambiente esterno, nei quali si sono evoluti i primi sistemi di reazioni e le prime vie metaboliche catalizzate da enzimi. Nonostante ciò, la ricostruzione della storia della vita presenta ancora molti interrogativi, concernenti soprattutto la successione degli eventi. I progressi in questo campo di ricerca sono ostacolati dalla carenza di reperti fossili e dalla difficoltà di riprodurre questi processi in laboratorio.

## Storia del concetto nella scienza

### La teoria della generazione spontanea

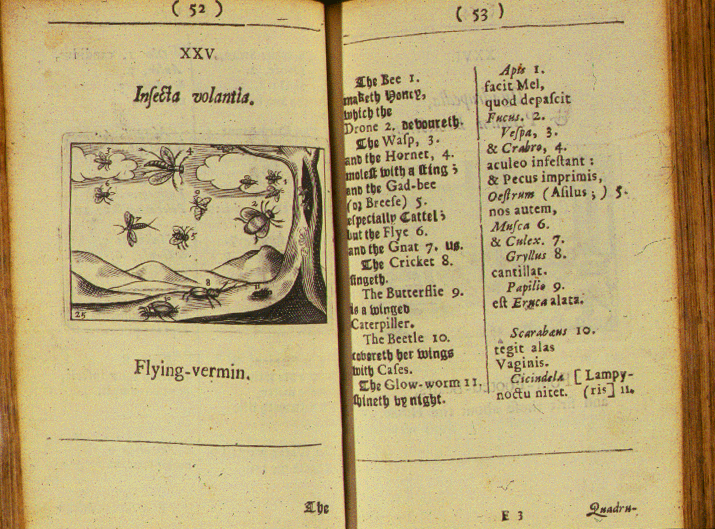
Un testo del 1658 raffigurante degli insetti. Prima del 1668 si pensava che gli insetti prendessero vita per "generazione spontanea".

Per generazione spontanea (o abiogenesi aristotelica) si intende la credenza, molto diffusa dall'antichità fino al XVII secolo, secondo cui la vita possa nascere in modo spontaneo dalla materia inerte o inanimata, tramite l'effetto di "flussi vitali".
Si riteneva che Dio avesse creato direttamente solo gli esseri viventi "superiori" (come l'uomo e i grandi animali), mentre quelli "inferiori" (come i vermi e gli insetti) potessero nascere spontaneamente dal fango o da carcasse in putrefazione.
A tale riguardo, il chimico Jean Baptiste van Helmont arrivava a fornire la seguente ricetta per "creare dei topi":
Lascia una camicia sporca o degli stracci in un contenitore, come una pentola o un barile, aperto contenente alcuni chicchi di grano o mangime e in 21 giorni appariranno dei topi. Vi saranno esemplari maschi e femmine adulti e in grado di accoppiarsi e riprodurre altri topi.
Questa teoria fu confutata nel XVII secolo, grazie ad alcuni esperimenti di Francesco Redi e di Lazzaro Spallanzani.
Francesco Redi nel 1668, per determinare se avvenisse o meno il processo di generazione spontanea, effettuò un rigoroso esperimento a proposito, che rappresenta un classico esempio di applicazione del metodo sperimentale alla biologia.

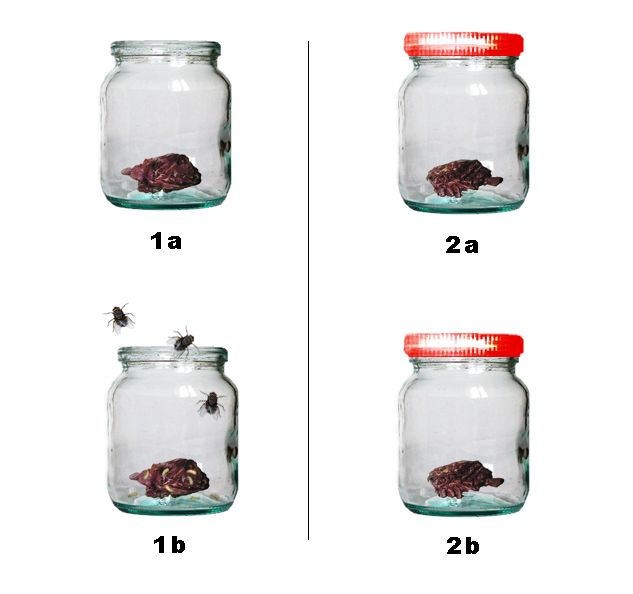
Esperimento di Francesco Redi sull'abiogenesi. Un pezzetto di carne è inserito in un barattolo in vetro; nel barattolo aperto (1a e 1b) si ha comparsa di larve e mosche, mentre nel barattolo chiuso (2a e 2b) non si formano né mosche né larve.

Redi prese otto barattoli, in ognuno dei quali introdusse pezzi di diversi animali: un serpente, dei pesci, delle anguille ed un pezzo di carne di bue, e li divise in due gruppi di quattro:
- Senza tappo ('gruppo di controllo', in cui venivano riprodotte le condizioni presenti nei luoghi dove "la generazione spontanea" era più evidente, quali macellerie, etc.)
- Con tappo ('gruppo sperimentale')

Nei barattoli del gruppo di controllo si osservarono delle mosche, che venivano a diretto contatto con la carne e, dopo poco tempo, si sviluppavano diverse larve. Nei barattoli tappati non furono ritrovate né larve, né mosche.
Da questi risultati Redi dedusse che le mosche potevano essere generate solo da altre mosche: nel barattolo aperto, le mosche erano entrate e avevano deposto le loro uova sulla carne; nel barattolo chiuso, invece, le mosche, impossibilitate ad entrare, non erano riuscite a depositare le loro uova sulla carne.
Questi risultati non erano ancora conclusivi, poiché Redi, per eliminare qualsiasi dubbio sulla possibilità che la mancata circolazione d'aria, nei recipienti chiusi, poteva aver in qualche modo interferito con lo sviluppo delle larve, eseguì un altro esperimento nel quale i barattoli del gruppo sperimentale furono chiusi con della garza, che permetteva la circolazione dell'aria, impedendo l'ingresso delle mosche. Anche in questo caso non si svilupparono larve, confermando i precedenti risultati sperimentali.
Col passare degli anni la teoria della generazione spontanea venne progressivamente abbandonata. Tuttavia, l'avvento, lo sviluppo e il perfezionamento del microscopio portò ad una generale ripresa della teoria, poiché si scoprirono altre forme di vita, prima sconosciute, come funghi, batteri e vari protozoi: si notò infatti che bastava mettere delle sostanze organiche in decomposizione in un luogo caldo per breve tempo e delle strane "bestiole viventi" apparivano sulla superficie.
Nel 1745-1750, John Turberville Needham, un ecclesiastico e naturalista inglese, partendo dall'osservazione che i microrganismi crescevano rigogliosamente in varie zuppe, ottenute dall'infusione di carne o vegetali, quando queste erano esposte all'aria, concluse che all'interno di tutta la materia, inclusi l'aria e l'ossigeno, era presente una "forza vitale" responsabile della generazione spontanea. Per avvalorare questa tesi, egli bollì per pochi minuti alcune delle sue zuppe, al fine di eliminare eventuali microbi contaminanti, e le versò in beute "pulite", chiuse con tappi di sughero; anche in questo caso, tuttavia, osservò la crescita dei microrganismi.
Alcuni anni più tardi (1765), Lazzaro Spallanzani, un abate e biologo italiano, non convinto delle conclusioni di Needham, condusse degli esperimenti simili con diverse variazioni, applicando un metodo più rigoroso: innanzitutto, egli sottopose ad ebollizione di un'ora le zuppe, poi sigillò le beute di vetro che contenevano il brodo fondendo le aperture. Il brodo ottenuto era sterile e non si rilevò la crescita di microrganismi nemmeno dopo diversi giorni. In un gruppo di controllo, bollì il brodo solo per alcuni minuti e osservò che in queste beute crescevano microorganismi. In un terzo gruppo bollì il brodo per un'ora, ma chiuse le beute con tappi di sughero (che erano larghi abbastanza per il passaggio dell'aria) ed anche in questo osservò lo sviluppo di microorganismi. Spallanzani concluse che, mentre un'ora di bollitura sterilizzava la zuppa, pochi minuti non erano sufficienti per uccidere tutte le forme viventi inizialmente presenti ed inoltre che i microorganismi potevano essere anche trasportati dall'aria, come era avvenuto nelle beute del terzo gruppo.
Questi risultati accesero un'animata discussione tra Spallanzani e Needham riguardo alla sterilizzazione come metodo per confutare la generazione spontanea. Needham affermò che l'eccessiva bollitura del brodo usata per sterilizzare i contenitori aveva ucciso la "forza vitale", mentre la breve ebollizione non era stata sufficientemente gravosa per distruggerla, cosicché i microbi erano ancora capaci di svilupparsi.
Inoltre sostenne che l'uso di contenitori sigillati impediva l'ingresso della forza vitale. Contrariamente, nei contenitori aperti, l'aria fresca poteva entrare, dando così l'avvio alla generazione spontanea.

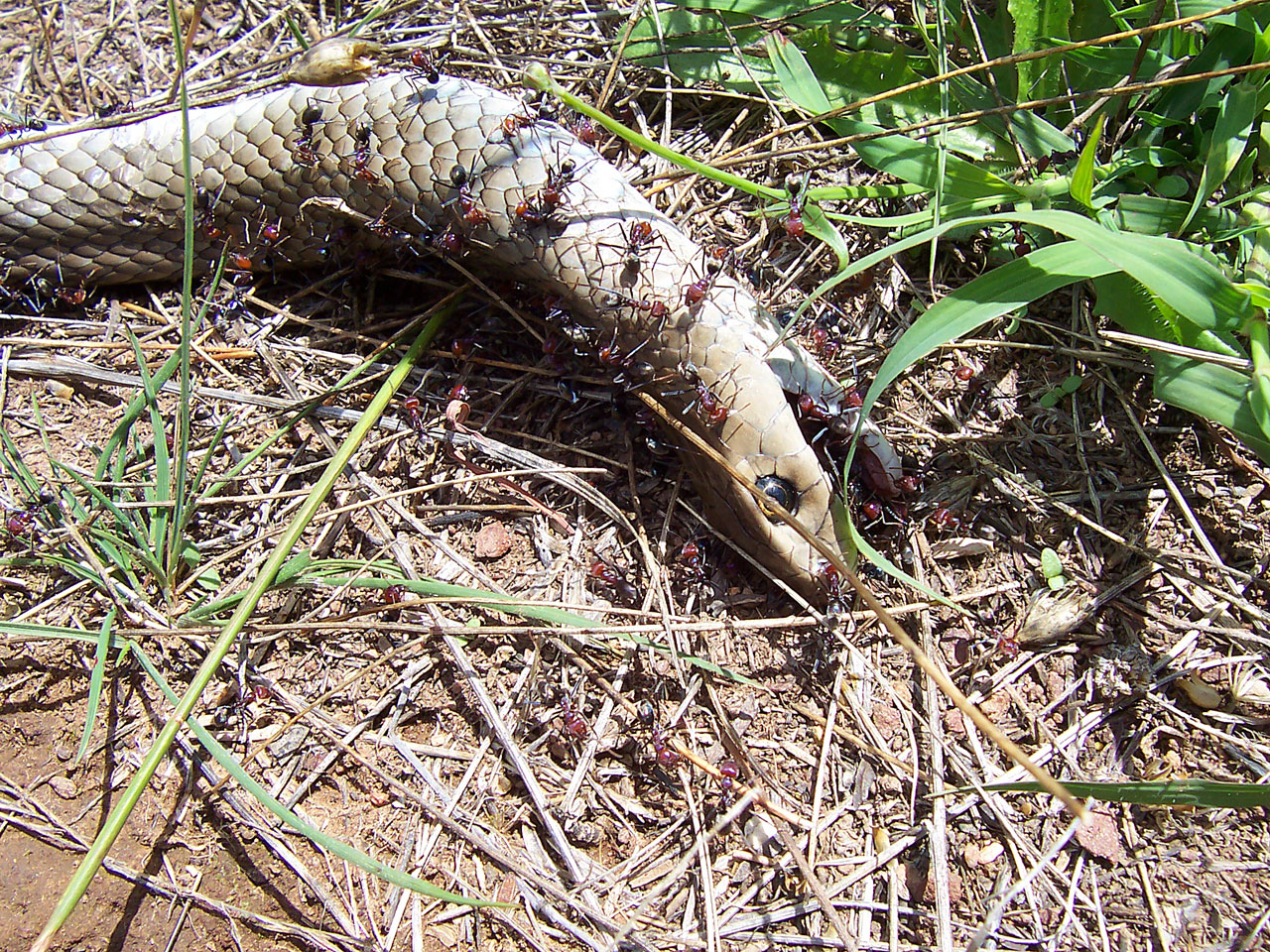
Un gruppo di formiche mentre si cibano della carcassa di un serpente. Probabilmente l'ipotesi della "generazione spontanea" è nata da interpretazioni erronee di osservazioni di fenomeni di questo genere.

Quando la controversia divenne troppo vivace, l'Accademia delle Scienze di Parigi offrì un premio a chiunque fosse stato in grado di fare luce sull'argomento. Il premio fu vinto nel 1864 da Louis Pasteur, che attraverso un semplice esperimento riuscì a confutare la teoria della generazione spontanea. Egli impiegò per i suoi esperimenti dei matracci a collo d'oca, che permettevano l'entrata dell'ossigeno, elemento indispensabile allo sviluppo della vita, ma impedivano che il liquido all'interno venisse a contatto con agenti contaminanti come spore e batteri. Egli bollì il contenuto dei matracci, uccidendo così ogni forma di vita all'interno, e dimostrò che i microrganismi riapparivano solo se il collo dei matracci veniva rotto, permettendo così agli agenti contaminanti di entrare.
Attraverso questo semplice, ma ingegnoso esperimento Louis Pasteur fu in grado di confutare definitivamente la teoria della generazione spontanea e, come lui stesso disse in una serata scientifica alla Sorbona di Parigi:
Mai la teoria della generazione spontanea potrà risollevarsi dal colpo mortale inflittole da questo semplice esperimento.

### Verso le teorie moderne
In una lettera a Joseph Dalton Hooker del 1º febbraio 1871, Charles Darwin suggerì che l'iniziale scintilla della vita poteva essersi verificata in un "piccolo e tiepido stagno, contenente ammoniaca e sali fosforici, luce, calore, elettricità, ecc., in modo che una proteina fosse chimicamente prodotta pronta per subire nuovi e più complessi cambiamenti". Egli proseguiva spiegando che "oggi tale materia sarebbe istantaneamente divorata o assorbita, cosa che non sarebbe avvenuta prima della formazione delle creature viventi". In altre parole, la presenza della vita stessa evita che la generazione spontanea di semplici composti organici avvenga sulla Terra oggi; una circostanza che rende la ricerca dell'origine della vita dipendente dalle condizioni sterili del laboratorio.
Un approccio sperimentale alla questione era oltre le possibilità della scienza di laboratorio ai tempi di Darwin, e nessun progresso reale fu compiuto fino al 1924, quando Aleksandr Ivanovič Oparin intuì che fu la carenza di ossigeno atmosferico a precedere la catena degli eventi, la quale avrebbe condotto all'evoluzione della vita.
In effetti, secondo Oparin, il catalizzatore delle prime reazioni fu costituito dalla radiazione ultravioletta la quale, in presenza di ossigeno, sarebbe stata prontamente schermata dalla formazione di ozono. Tale meccanismo è spiegato nella pubblicazione dello scienziato intitolata L'origine della vita sulla Terra, in cui Oparin ipotizzò che, in un'atmosfera povera di ossigeno e per azione della luce solare, si sarebbero prodotte molecole organiche, le quali, accumulate nei mari primitivi, avrebbero formato un "brodo primordiale". Queste prime sostanze organiche si sarebbero combinate formando molecole sempre più complesse, fino ad arrivare ai coacervati. Queste goccioline, simili nell'aspetto alle attuali cellule, si sarebbero accresciute per fusione con altre gocce e riprodotte attraverso la divisione in gocce figlie, ottenendo così un metabolismo primordiale in cui quei fattori che promuovevano l'integrità cellulare si mantenevano, al contrario degli altri che si estinguevano. Molte teorie moderne sull'origine della vita mantengono l'idea di Oparin come punto di partenza.

## Modelli correnti

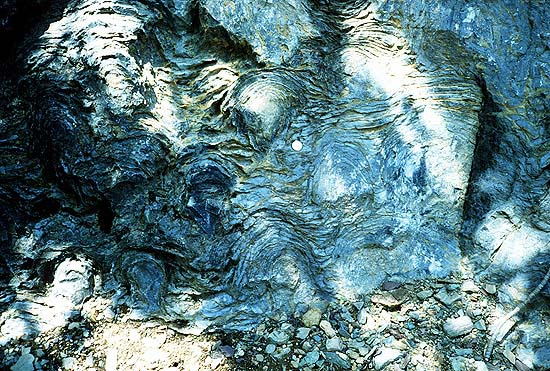
Stromatoliti risalenti al Precambriano nella Formazione di Siyeh Formation, Glacier National Park. Nel 2002, William Schopf della UCLA pubblicò un controverso articolo sul giornale scientifico Nature affermando che formazioni geologiche come quelle appartenessero ad alghe microbiche fossilizzate di 3,5 miliardi di anni fa. Se fosse vero, si tratterebbe della prima forma di vita conosciuta sulla Terra.

In verità non esiste un modello standard dell'origine della vita. Tuttavia i modelli attualmente accettati si basano su alcune scoperte circa l'origine delle componenti molecolari e cellulari della vita, che sono elencate qui sotto:
1. Le condizioni pre-biotiche hanno permesso lo sviluppo di talune piccole molecole (monomeri) basilari per la vita, come gli amminoacidi. Questo fu dimostrato nel corso dell'esperimento di Miller-Urey da Stanley Miller e Harold Urey nel 1953.
2. I fosfolipidi (se di lunghezza appropriata) possono spontaneamente formare un doppio strato, componente base della membrana cellulare.
3. La polimerizzazione di nucleotidi in molecole casuali di RNA potrebbe aver originato i ribozimi autoreplicantisi (ipotesi del mondo a RNA).
4. Una selezione naturale diretta verso una maggiore efficienza catalitica e diversità ha prodotto ribozimi dotati di attività peptidil-trasferasica (di qui la sintesi di piccole proteine), dalla formazione di complessi tra oligopeptidi e molecole di RNA. Nacque così il primo ribosoma, e la sintesi proteica divenne più prevalente.
5. Le proteine hanno superato i ribozimi per abilità catalitica, divenendo quindi i biopolimeri dominanti. Gli acidi nucleici sono stati limitati ad una funzione prettamente genomica.

Esistono dubbi sull'esatto ordine cronologico delle tappe 2 e 3, poiché la comparsa dell'RNA autoreplicante potrebbe aver preceduto la formazione delle prime membrane biologiche. L'origine delle biomolecole fondamentali, benché non stabilita, è meno controversa. Le sostanze fondamentali da cui si pensa che la vita si sia formata sono:
- metano (CH4)
- ammoniaca (NH3)
- acqua (H2O)
- acido solfidrico (H2S)
- anidride carbonica (CO2) o monossido di carbonio (CO)
- fosfati (PO43-).

L'ossigeno molecolare (O2) e l'ozono (O3) erano entrambi rari o assenti.
È stata sintetizzata una "protocellula" usando componenti base, che avesse le proprietà necessarie per la vita attraverso il cosiddetto "approccio dal basso verso l'alto" (in inglese: "bottom-up"). Alcuni ricercatori stanno lavorando in questo campo, in particolare Steen Rasmussen al Los Alamos National Laboratory e Jack Szostak all'Harvard University. Altri ricercatori ritengono più attuabile un "approccio dall'alto verso il basso" (in inglese: "top-down"). Un tale approccio, tentato da Craig Venter e da altri al The Institute for Genomic Research, comporta la modifica di cellule procariote esistenti, per ottenere cellule con un numero sempre minore di geni, tentando di discernere a che punto i requisiti minimi per la vita sono raggiunti. Il biologo John Desmond Bernal coniò per tale processo il termine Biopoiesi e suggerì che vi erano alcuni "stadi" chiaramente definiti che potevano essere riconosciuti per spiegare l'origine della vita:
- stadio 1: l'origine dei monomeri biologici
- stadio 2: l'origine dei polimeri biologici
- stadio 3: l'evoluzione dalle molecole alla cellula.

Bernal suggerì che l'evoluzione Darwiniana doveva essere iniziata presto, in un periodo compreso tra gli stadi 1 e 2.
Il biologo evolutivo Eugene Koonin ha proposto dei calcoli che suggeriscono che le probabilità in gioco diventano ammissibili per giustificare la possibilità di pervenire al sistema di traduzione/replica mediante la selezione darwiniana solo se si accetta la teoria del multiverso.

### Origine delle molecole organiche

#### Esperimenti di Miller
Nel 1953 un neolaureato, Stanley Miller, ed il suo professore, Harold Urey, realizzarono un esperimento che provò che molecole organiche si sarebbero potute formare spontaneamente sulla Terra primordiale da precursori inorganici. In quello che è passato alla storia come "esperimento di Miller" si fece uso di una soluzione gassosa altamente riducente, contenente metano, ammoniaca, idrogeno e vapore acqueo, per formare, sotto l'esposizione di una scarica elettrica continua, e continui raffreddamenti da parte di acqua fredda alcuni monomeri organici di base, come gli amminoacidi. Resta argomento controverso se la soluzione di gas utilizzata nell'esperimento riflettesse davvero la composizione dell'atmosfera della Terra primordiale. Altri gas meno riducenti producono una minore quantità e varietà di prodotti.

Un tempo si pensava che nell'atmosfera prebiotica fossero presenti quantità apprezzabili di ossigeno molecolare, che avrebbe essenzialmente prevenuto la formazione di molecole organiche; tuttavia, la comunità scientifica odierna ritiene che tale ipotesi sia fuorviante.
Nel 1961 Joan Oró, dell'Università di Houston, preparò una soluzione acquosa contenente ammoniaca ed acido cianidrico, un composto che si formava nell'atmosfera riducente proposta da Miller, ed ottenne, insieme agli amminoacidi, grandi quantità di adenina, una base azotata presente sia negli acidi nucleici che nell'ATP. Anche le altre basi azotate sono state ottenute in esperimenti simili, da reazioni tra l'acido cianidrico ed altri composti che potrebbero essersi originati nell'atmosfera primordiale, come il cianogeno ed il cianoacetilene.

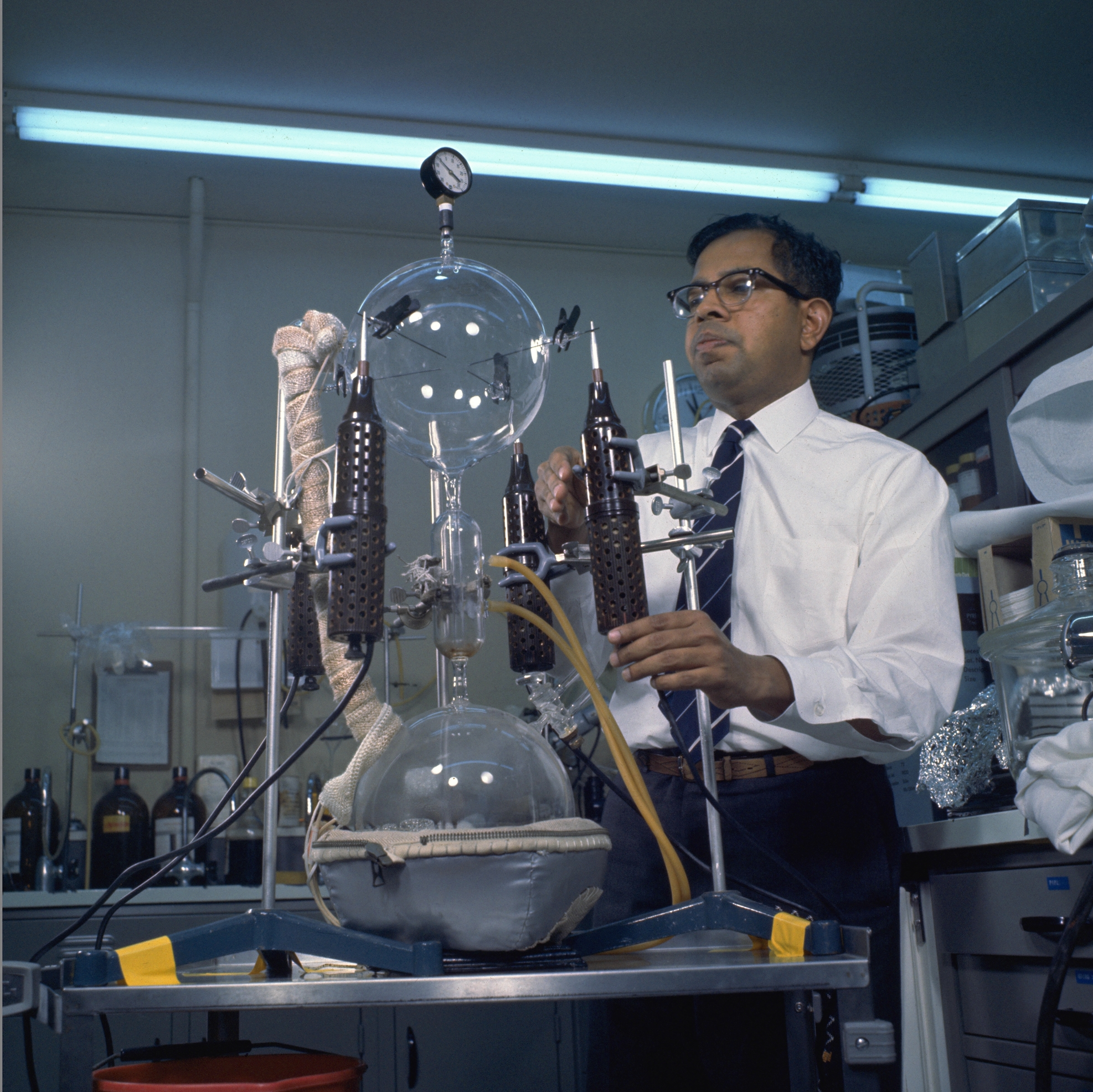
Cyril Ponnamperuma nei laboratori NASA durante un esperimento per verificare la possibilità della vita su Giove, nel solco del noto esperimento di Stanley Miller. Immettendo scariche elettriche in una miscela di acetilene e metano a bassissime temperature si formano catene di polimeri.

Nel 2006 un altro esperimento mostrò che una densa foschia organica avvolgeva la Terra primordiale. Una tale foschia organica poteva dar luogo alle grandi concentrazioni di metano e anidride carbonica che si ritiene fossero presenti nell'atmosfera della Terra a quel tempo. Una volta formate, tali molecole organiche sarebbero ricadute sulla superficie terrestre, consentendo la fioritura della vita a livello globale.
Le molecole organiche di questo tipo sono, ovviamente, molto distanti da una forma di vita pienamente compiuta ed autoreplicantesi, ma in un ambiente privo di forme di vita preesistenti, queste molecole si sarebbero accumulate ed avrebbero fornito un ambiente ricco per l'evoluzione chimica ("brodo primordiale"). D'altro canto la formazione spontanea di polimeri complessi da monomeri generati abioticamente in tali condizioni non è un processo diretto. Inoltre alcuni isomeri dei monomeri organici fondamentali, che avrebbero evitato la formazione di polimeri, si sono formati in elevate concentrazioni nell'esperimento.
Sono state ipotizzate altre sorgenti di molecole complesse, incluse quelle di origine extra-terrestre o interstellare. Per esempio, da analisi spettrali, si sa che tali molecole organiche sono presenti su comete e meteoriti. Nel 2004, un'équipe trovò in una nebulosa tracce di idrocarburi policiclici aromatici (IPA), attualmente il tipo di molecole più complesse mai rinvenuto nell'universo. Gli IPA sono stati anche proposti come precursori dell'RNA nella cosiddetta "ipotesi del mondo a IPA".
Si può obiettare che la questione cruciale a cui questa teoria non fornisce una risposta esauriente è come le molecole organiche relativamente semplici si siano polimerizzate a formare strutture più complesse, fino alla protocellula. Per esempio, in ambiente acquoso l'idrolisi degli oligomeri/polimeri nei loro monomeri costituenti è favorita rispetto alla condensazione dei singoli monomeri in polimeri. Ancora, l'esperimento di Miller produce varie sostanze che potrebbero dar luogo a reazioni di doppio scambio con gli amminoacidi o bloccare la crescita della catena peptidica.

#### Esperimenti recenti che si rifanno agli esperimenti di Miller
Negli anni cinquanta e sessanta, Sidney W. Fox studiò la formazione spontanea di strutture peptidiche in condizioni che potrebbero essersi verificate sulla Terra primordiale. Egli dimostrò che gli amminoacidi potevano spontaneamente formare piccoli peptidi. Tali amminoacidi e piccoli peptidi potevano essere indotti a formare membrane sferiche chiuse, chiamate "microsfere".
Esperimenti più recenti compiuti dal chimico Jeffrey Bada presso la Scripps Institution of Oceanography (La Jolla, California) sono simili a quelli eseguiti da Miller. Comunque, Bada notò che nei modelli correnti delle condizioni della Terra primordiale, il biossido di carbonio e l'azoto formano nitriti, che distruggono gli amminoacidi appena si formano. Tuttavia, sulla Terra primordiale dovevano essere presenti quantità rilevanti di ferro e carbonati in grado di neutralizzare gli effetti dei nitriti. Quando Bada eseguì un esperimento che ricalcava quello di Miller con l'aggiunta di ferro e minerali carbonati, i prodotti risultarono ricchi di amminoacidi. Questo suggerisce che l'origine di quantità significative di amminoacidi possa essere avvenuta nella Terra primordiale anche se nell'atmosfera erano presenti biossido di carbonio e azoto.

#### Ipotesi di Eigen
All'inizio degli anni settanta, un'équipe di scienziati riuniti intorno a Manfred Eigen dell'Istituto Max Planck cercò di risolvere definitivamente il mistero dell'origine della vita. Essi cercarono di esaminare i passaggi di transizione tra il caos molecolare nel brodo primordiale e un sistema autoreplicantesi di semplici macromolecole.
In un "iperciclo", il sistema di memorizzazione dell'informazione (forse l'RNA) produce un enzima, che catalizza la formazione di un altro sistema di informazione, e così via in sequenza, finché il prodotto dell'ultimo aiuta nella formazione del primo sistema di informazione. Trattati matematicamente, gli ipercicli possono dar luogo a quasispecie, che attraverso la selezione naturale entrarono in una forma di evoluzione darwiniana. Una spinta alla teoria dell'iperciclo fu la scoperta che l'RNA in certe circostanze si trasforma in ribozimi, una forma di enzimi.

#### Ipotesi di Wächtershäuser

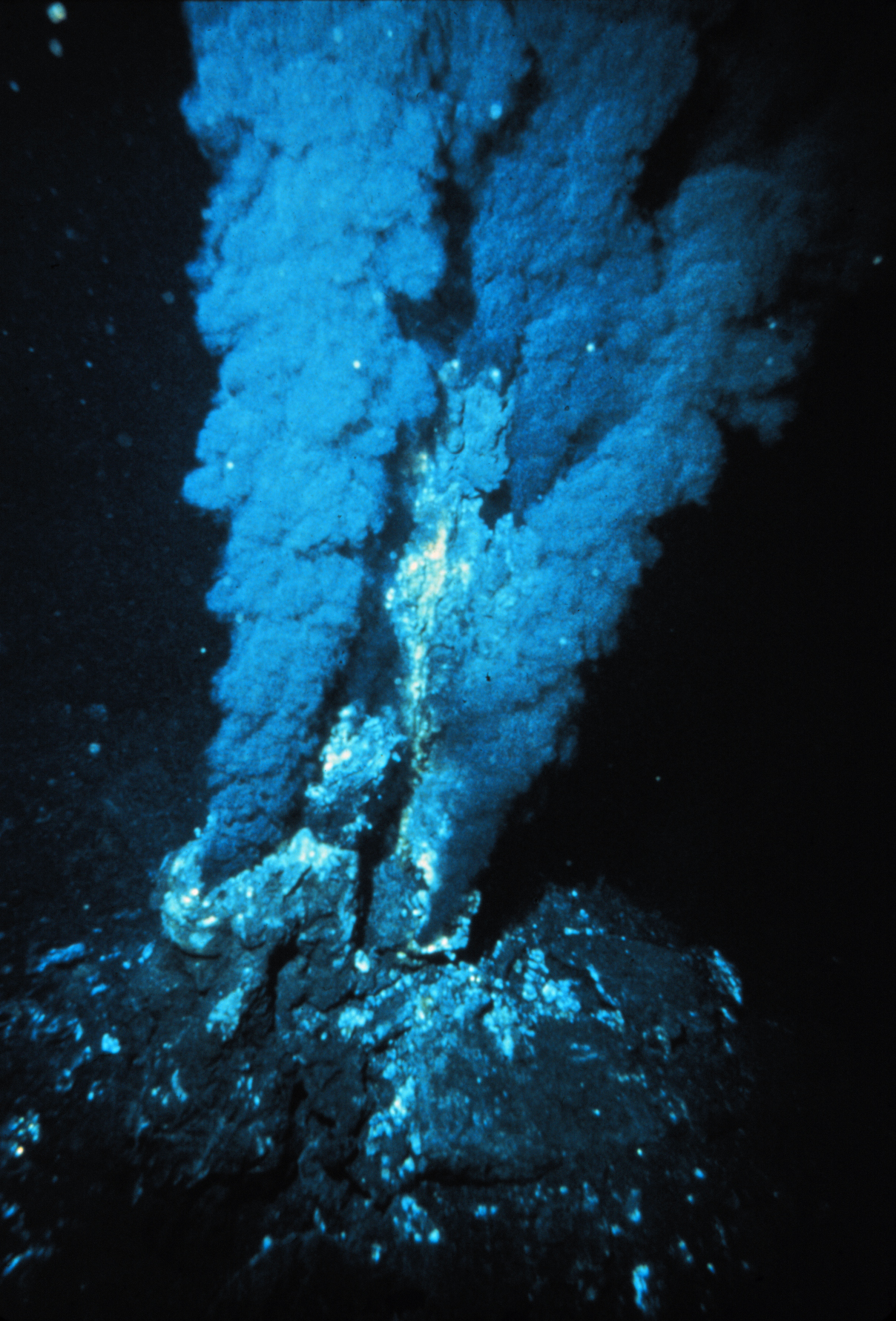
Una fumarola nera nell'oceano Atlantico.

Un'altra possibile risposta all'enigma della polimerizzazione venne fornita negli anni ottanta da Günter Wächtershäuser nella sua teoria del mondo a ferro-zolfo. In questa teoria, egli postulò l'evoluzione sottomarina di pathways (vie metaboliche) biochimici come fondamento dell'evoluzione della vita.
Inoltre, presentò un consistente sistema per tracciare un percorso retrospettivo dalla biochimica moderna fino alle reazioni ancestrali, le quali fornirono i pathways alternativi per la sintesi di mattoncini organici da semplici composti gassosi.
In contrasto con l'esperimento di Miller classico, che dipende da fonti di energia esterne (come la simulazione di fulmini o radiazione ultravioletta), i "sistemi di Wächtershäuser" funzionano con una risorsa energetica endogena, i solfuri di ferro e altri minerali come la pirite. La reazione di ossidoriduzione di questi solfuri metallici
{\displaystyle \mathrm {Fe^{2+}+FeS_{2}+H_{2}\leftrightharpoons \;2\ FeS+2\ H^{+}\;\;\,\Delta G^{0}=-\ 44,2\,kJ/mol} }
libera energia che non solo è disponibile per la sintesi di molecole organiche, ma anche per la formazione di oligomeri e polimeri. È pertanto ipotizzato che tali sistemi possano evolvere in insiemi autocatalitici di entità metabolicamente attive e autoreplicantesi, che avrebbero preceduto le forme di vita oggi conosciute.
L'esperimento così eseguito produsse una quantità relativamente bassa di dipeptidi (dallo 0,4% al 12,4%) ed una ancora minore di tripeptidi (0,10%) e gli scienziati notarono che a quelle stesse condizioni i dipeptidi si idrolizzano rapidamente. Un'altra critica che si può muovere è che l'esperimento non includeva nessuna delle organomolecole che probabilmente avrebbero reagito o interrotto la catena.
L'ultima modifica all'ipotesi ferro-zolfo fu apportata da William Martin e Michael Russell nel 2002. Nello scenario da loro ipotizzato, le prime forme di vita cellulari si sarebbero evolute all'interno di vulcani sottomarini sui fondali di mari molto profondi.

Schema biogeochimico dell'ecosistema dei vulcani sottomarini

Queste strutture consistono di piccole caverne, coperte da leggeri muri membranosi formati da solfuri metallici. Pertanto, tali strutture risolverebbero molti punti critici dei sistemi puri di Wächtershäuser:
1. le micro-caverne forniscono un modo per concentrare le molecole appena sintetizzate, aumentando perciò la possibilità di formare oligomeri;
2. i gradienti di temperatura nel vulcano permettono di raggiungere le condizioni ottimali per le reazioni parziali in differenti regioni del vulcano (sintesi dei monomeri in quelle più calde, oligomerizzazione nelle parti più fredde);
3. lo scorrere di acqua idrotermale dalle strutture fornisce una fonte costante di energia e di molecole semplici (solfuri metallici appena precipitati);
4. il modello consente una successione di diversi passaggi dell'evoluzione cellulare (chimica prebiotica, sintesi di monomeri e oligomeri, sintesi di peptidi e proteine, mondo dell'RNA, assemblaggio di proteine ribonucleari e mondo del DNA) in una singola struttura, facilitando lo scambio tra tutti gli stadi di sviluppo;
5. la sintesi dei lipidi come mezzo di protezione delle cellule contro l'ambiente non è necessaria, fino a che tutte le basilari funzioni cellulari sono sviluppate.

Questo modello localizza il LUCA ("Ultimo Antenato Comune Universale") nel vulcano sottomarino, piuttosto che assumerne l'esistenza come forma di vita libera. L'ultimo passo evolutivo sarebbe stata la sintesi di una membrana lipidica che, alla fine, avrebbe permesso agli organismi di abbandonare il sistema di microcaverne dei vulcani sottomarini e iniziare vite indipendenti. Questa acquisizione tardiva dei lipidi è coerente con la presenza di membrane lipidiche completamente diverse negli archaebatteri e negli eubatteri e con la notevole somiglianza di molti aspetti della fisiologia cellulare di tutte le forme di vita.

#### Ipotesi sull'origine dell'omochiralità

Alanina R e L

Un'altra questione irrisolta nell'evoluzione chimica è l'origine dell'omochiralità, cioè la presenza negli organismi viventi di molecole organiche con la stessa configurazione (ad esempio, gli amminoacidi sono tutti nella configurazione L, mentre il ribosio e il deossiribosio degli acidi nucleici hanno configurazione D). L'omochiralità, spiegabile semplicemente con un'iniziale asimmetria, è essenziale per la formazione di ribozimi e proteine funzionali.
Un lavoro eseguito tra il 2001 ed il 2003 da scienziati al Purdue identificò l'amminoacido serina come probabile causa prima dell'omochiralità delle molecole organiche. La serina, infatti, forma legami particolarmente saldi con gli amminoacidi della stessa chiralità, risultando in un oligopeptide di circa otto molecole, nel quale gli amminoacidi hanno la stessa configurazione, D o L. Questa proprietà non è condivisa dagli altri amminoacidi, che sono in grado di formare legami deboli anche con amminoacidi di chiralità opposta. Benché il mistero sul perché la serina L divenne dominante sia ancora insoluto, questo risultato suggerisce una risposta alla questione della trasmissione chirale, poiché una volta che l'asimmetria si è stabilita, le molecole organiche di una chiralità diventano dominanti.
Uno studio su alcuni amminoacidi, ritrovati sul meteorite Murchison, dimostrava che c'era una maggiore percentuale di L-alanina e L-acido-glutammico rispetto ai corrispondenti enantiomeri D.
Da questi risultati si è formulata l'ipotesi di una probabile origine nello spazio dell'omochiralità. Secondo questa teoria, la luce polarizzata all'interno del disco protoplanetario potrebbe aver provocato una fotodecomposizione selettiva di uno dei due enantiomeri, conducendo a un eccesso dell'altro.
Altri studi hanno dimostrato che il decadimento beta può determinare una degradazione preferenziale dell'isomero D-leucina, in una miscela racemica. Quest'osservazione, associata alla possibile presenza di 14C nelle molecole prebiotiche identifica il decadimento radioattivo come una probabile causa all'origine dell'omochiralità.
Un'altra teoria si basa sulla caratteristica dei cristalli chirali di concentrare sulla loro superficie uno dei due enantiomeri. Quest'osservazione ha condotto all'ipotesi di un possibile scenario prebiotico, in cui cristalli naturali chirali hanno agito da catalizzatori per l'assemblaggio di macromolecole formate da unità monomeriche chirali.
Di recente è stata formulata l'ipotesi, supportata da simulazioni al computer, che una serie di eventi di estinzione selettiva possa avere selezionato un certo tipo di chiralità in una fase assai primordiale della vita.

### Dalle molecole organiche alle protocellule
La domanda "Come semplici molecole organiche possono formare una protocellula?" è tuttora senza risposta, ma vi sono molte ipotesi. Alcune di queste postulano come tappa iniziale la comparsa degli acidi nucleici, mentre altre ritengono antecedenti l'evoluzione delle reazioni biochimiche e dei pathways. Recentemente stanno emergendo modelli ibridi che combinano gli aspetti delle due ipotesi.

#### Modello "Prima i Geni": il mondo a RNA

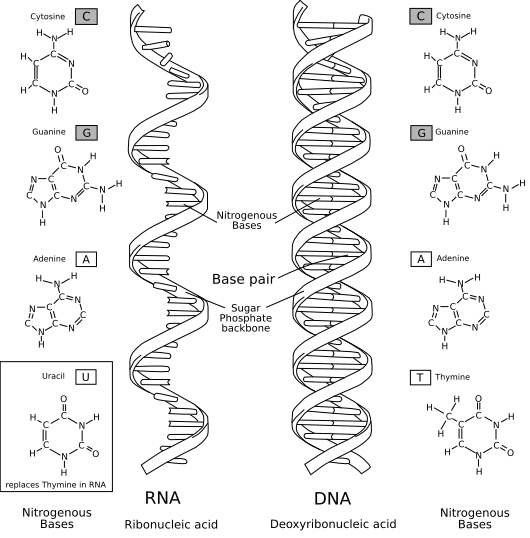
Confronto tra le basi di RNA e DNA

L'ipotesi del mondo a RNA suggerisce che molecole relativamente corte di RNA, capaci di catalizzare la propria replicazione, potrebbero essersi formate spontaneamente. È difficile valutare la probabilità di tale evento, ma sono state avanzate varie teorie sulle possibili modalità di formazione di queste molecole.
Le prime membrane cellulari si sarebbero formate spontaneamente da proteinoidi, molecole simili a proteine che vengono prodotte riscaldando soluzioni amminoacidiche e, se presenti alla corretta concentrazione in ambiente acquoso, formano microsfere che si comportano in modo simile a compartimenti racchiusi in membrana. Altre possibilità includono sistemi di reazioni chimiche all'interno di substrati di argilla o sulla superficie di rocce di pirite. I fattori che supportano l'importante ruolo dell'RNA nelle prime fasi della vita sulla Terra sono:
- la sua abilità nel replicarsi;
- la sua capacità sia di immagazzinare informazioni che di catalizzare reazioni chimiche (come nei ribozimi);
- i suoi molteplici ruoli come intermedio nell'espressione e nel mantenimento dell'informazione genetica (nella forma di DNA) negli organismi superiori;
- Il ruolo centrale assunto dall'rRNA all'interno dei ribosomi nel catalizzare la formazione del legame peptidico della catena proteica nascente;
- la possibilità di ottenere le sintesi chimiche dei suoi componenti in condizioni che approssimano quelle della Terra primordiale.

I problemi che sollevano dubbi contro questa ipotesi sono legati, in particolare:
- all'instabilità dell'RNA, soprattutto quando viene esposto alla radiazione ultravioletta;
- alla difficoltà di ottenere i nucleotidi presenti nella molecola di RNA in esperimenti di laboratorio, a partire dai suoi componenti;
- alla scarsità in soluzione di fosfati disponibili, necessari a formare la spina dorsale;
- alla difficoltà di ottenere le basi citosina e uracile in esperimenti in vitro;
- all'instabilità della base citosina, che è facilmente idrolizzata;
- al problema legato al ribosio, che viene prodotto in vitro come miscela dei due enantiomeri D ed L.

Esperimenti recenti hanno rilevato che le prime stime sulle dimensioni di una molecola di RNA capace di auto-replicarsi erano molto probabilmente fortemente sottostimate. Le forme attuali della teoria del mondo a RNA propongono che molecole più semplici, in grado di auto-replicarsi, abbiano preceduto l'RNA (che un altro "Mondo" si sarebbe evoluto producendo successivamente il Mondo a RNA).
Secondo alcuni studiosi, acidi nucleici alternativi potrebbero essersi formati in tempi prebiotici, precedendo il mondo a RNA. Uno dei possibili candidati è il piranosil-RNA (p-RNA), molto simile alla molecola di RNA ma che, al posto del ribosio, presenta una versione modificata di questo, con un anello a sei atomi. Questo polimero, prodotto da Eschenmoser, può formare strutture a duplice filamento e si è dimostrato più adatto dello stesso RNA all'auto-replicazione in assenza di un sistema enzimatico.
Altri acidi nucleici possibili precursori dell'RNA sono il PNA, che invece possiede uno scheletro di tipo proteico, il TNA (Threose nucleic acid), ed il GNA (Glycerol nucleic acid).
Attualmente, tuttavia, le varie ipotesi hanno un impianto sperimentale incompleto: molte di esse possono essere simulate e testate in laboratorio, ma la scarsità di rocce sedimentarie risalenti a quel periodo della Terra primordiale conferisce scarse opportunità di verificare quest'ipotesi con certezza.

#### Modelli "Prima il Metabolismo": mondo a ferro-zolfo e altri
Molti modelli respingono l'idea dell'auto-replicazione di un "gene-nudo" e ipotizzano la comparsa di un primitivo metabolismo che avrebbe fornito l'ambiente per il successivo emergere della replicazione dell'RNA.
Una delle prime formalizzazioni di quest'idea fu avanzata nel 1924 da Alexander Oparin, che postulò la presenza di primitive vescicole auto-replicantesi, antecedenti all'evoluzione della struttura del DNA. Varianti più moderne, risalenti agli anni ottanta e novanta, includono la teoria del mondo a ferro-zolfo di Günter Wächtershäuser e i modelli introdotti da Christian de Duve basati sulla chimica dei tioesteri. Tra le argomentazioni più astratte e teoriche a sostegno dell'emergenza del metabolismo in assenza geni si includono un modello matematico introdotto da Freeman Dyson all'inizio degli anni ottanta e l'idea di Stuart Kauffman a proposito di insiemi autocatalitici, discussi più tardi in quel decennio.
Tuttavia, l'idea che un ciclo metabolico chiuso, come il ciclo dell'acido citrico, si possa formare spontaneamente (come proposto da Günter Wächtershäuser) rimane priva di supporto. Secondo Leslie Orgel, un leader negli studi sull'origine della vita degli ultimi decenni, le cose non cambieranno in futuro. In un articolo intitolato Self-Organizing Biochemical Cycles, Orgel riassume la sua analisi sull'argomento affermando: "Non vi sono attualmente ragioni per credere che cicli formati da più passaggi, come il ciclo riduttivo dell'acido citrico, si siano auto-organizzati su una superficie composta da FeS o FeS2 o da qualche altro minerale". È possibile che un altro tipo di pathway metabolico si sia evoluto al principio della vita. Per esempio, invece del ciclo riduttivo dell'acido citrico, il pathway "aperto" dell'acetil-CoA (uno dei quattro modi oggi riconosciuti per la fissazione del biossido di carbonio in natura) risulta più compatibile con l'ipotesi dell'auto-organizzazione sulla superficie di un solfuro metallico. L'enzima chiave di questo pathway, la monossido di carbonio deidrogenasi/acetil-CoA sintetasi, ospita gruppi misti nichel-ferro-zolfo nei suoi centri di reazione e catalizza la formazione dell'acetil-CoA in un singolo passaggio.

#### Teoria delle bolle
Le onde che s'infrangono sulla riva creano una delicata schiuma composta da bolle. I venti che soffiano sugli oceani hanno la tendenza a portare gli oggetti galleggianti a riva, come la legna che si accumula sulla battigia. È possibile che, nei mari primordiali, le molecole organiche si siano concentrate sulle rive più o meno allo stesso modo. Inoltre, le acque costiere poco profonde tendono anche a essere più calde, concentrando ulteriormente le molecole con l'evaporazione. Mentre le bolle composte soprattutto da acqua si dissolvono rapidamente, quelle oleose possiedono una maggiore stabilità.

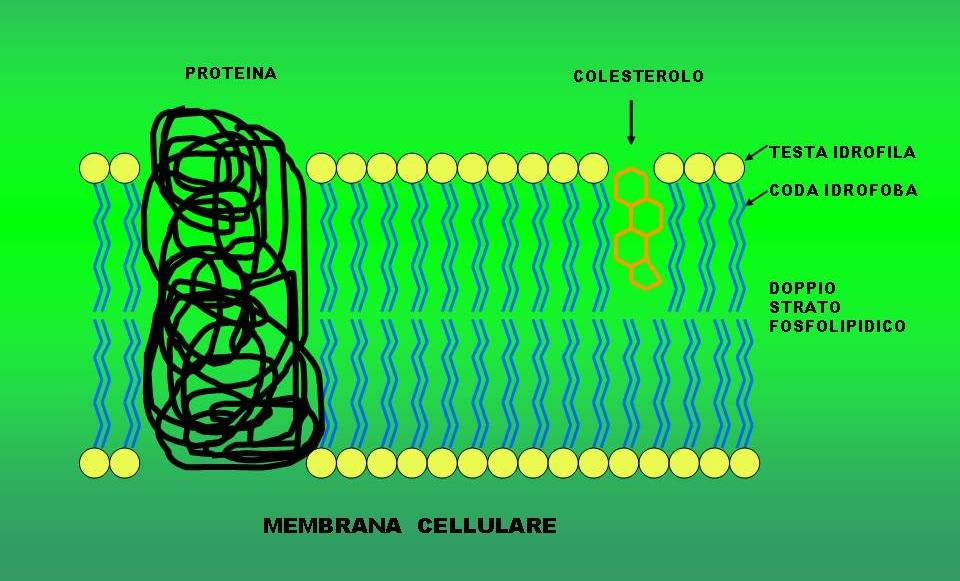
Rappresentazione del doppio strato fosfolipidico.

I fosfolipidi costituiscono un buon esempio di composto oleoso ritenuto abbondante nei mari prebiotici. Siccome i fosfolipidi contengono una testa idrofila da un lato, e una coda idrofobica dall'altro, hanno la tendenza spontanea a formare membrane lipidiche in acqua. Una bolla formata da un unico strato può contenere solo olio, e, pertanto, non è favorevole a ospitare molecole organiche idrosolubili. D'altro canto, una bolla lipidica a doppio strato può contenere acqua e, al momento della sua formazione nei mari primitivi, potrebbe aver intrappolato e concentrato numerose molecole organiche idrosolubili, tra le quali zuccheri, proteine e anche polimeri di acidi nucleici, e per questo motivo rappresenta il precursore più probabile delle moderne membrane cellulari. All'interno di questa bolla neoformata, le molecole organiche catturate potrebbero aver reagito formando composti organici più complessi. Inoltre, l'acquisizione di una proteina all'interno del doppio strato, aumentando la stabilità della membrana, può aver offerto un vantaggio selettivo ad alcune bolle, poiché le macromolecole in esse contenute hanno interagito per un periodo di tempo maggiore, sintetizzando nuove proteine e acidi nucleici. Quando queste bolle si sono dissolte, a causa delle sollecitazioni meccaniche e del moto ondoso, hanno rilasciato nel mezzo circostante il loro contenuto di molecole organiche, le quali, a loro volta, possono essere state catturate all'interno di nuove bolle in formazione, realizzando una forma primitiva di trasmissione genetica. Una sequenza di questi processi avvenuta nei mari primordiali, grazie alla selezione naturale, potrebbe aver trasformato le bolle primitive nelle prime cellule, dalle quali poi si sono evoluti i primi procarioti, eucarioti ed, infine, gli organismi pluricellulari.
Similmente, le bolle formate interamente da molecole simili a proteine, denominate microsfere, si formeranno spontaneamente alle giuste condizioni. Ma non sono un probabile precursore delle moderne membrane cellulari, dal momento che le membrane cellulari sono formate prevalentemente da composti lipidici che amminoacidici.

## Altri modelli

### Autocatalisi
L'etologo britannico Richard Dawkins, nel suo libro Il racconto dell'antenato. La grande storia dell'evoluzione edito nel 2004, sostenne l'ipotesi di un possibile ruolo dell'autocatalisi nelle prime fasi dell'origine della vita.
Gli autocatalizzatori sono sostanze che catalizzano la propria produzione, e pertanto sono dei semplici replicatori molecolari. In questo libro, Dawkins cita esperimenti effettuati da Julius Rebek ed i suoi colleghi allo Scripps Research Institute in California, nei quali combinarono ammino adenosina e pentafluorofenilestere con l'autocatalita ammino adenosina triacido estere (AATE). Varianti di AATE, contenuti in un analogo sistema sperimentale, mostrarono di possedere la proprietà di catalizzare la propria sintesi. Questo esperimento dimostrò la possibilità che l'autocatalisi poteva manifestare competizione all'interno di una popolazione di entità con caratteristiche di ereditarietà, che poteva essere interpretata come una forma rudimentale di selezione naturale.

### Teoria dell'argilla
Una teoria basata sull'argilla fu avanzata da A.Graham Cairns-Smith dell'University of Glasgow nel 1985 e adottata come un'ipotesi plausibile anche da altri scienziati (tra cui Richard Dawkins). La teoria di Graham Cairns-Smith postula la formazione graduale di molecole organiche complesse su una piattaforma inorganica preesistente, presumibilmente cristalli di silicati in soluzione.  In pratica, si propone un modello di "vita dalla roccia".
Cairns-Smith è uno strenuo critico di altri modelli di evoluzione chimica. Tuttavia, ammette che, come molti altri modelli dell'origine della vita, anche il suo contiene dei risvolti problematici (Horgan 1991).
Peggy Rigou dell'Institut national de la recherche agronomique (INRA), a Jouy-en-Josas, in Francia, riporta sull'edizione dell'11 febbraio 2006 della rivista Science News che i prioni sono capaci di legarsi alle particelle di argilla e migrare quando l'argilla diventa carica negativamente. Anche se in questa relazione non c'è alcun riferimento sulle possibili implicazioni per le teorie sull'origine della vita, questa ricerca suggerisce che i prioni possano rappresentare un probabile pathway per le prime molecole replicantesi.

### "Biosfera profonda-calda" modello di Gold
La scoperta dei nanobi (strutture filiformi contenenti DNA e di dimensioni inferiori ad un batterio) in rocce profonde, portò negli anni novanta alla formulazione, da parte di Thomas Gold, di una controversa teoria secondo cui le prime forme di vita non si svilupparono sulla superficie terrestre, ma vari chilometri al di sotto della crosta. È noto che la vita microbica è abbondante fino a cinque chilometri al di sotto della superficie terrestre nella forma degli archaea, che generalmente si considerano come anteriori o per lo meno contemporanei agli eubatteri, molti dei quali vivono sulla superficie, inclusi gli oceani. Si ritiene che la scoperta di vita microbica sotto la superficie di altri corpi celesti nel nostro Sistema Solare darebbe una credibilità rilevante a questa teoria. Secondo Gold una sorgente profonda di sostanza organica, asciutta e difficile da raggiungere, promuove la sopravvivenza, perché la vita che si forma in una pozzanghera di materiale organico tende a consumare tutto il cibo fino ad estinguersi.

### Il Mondo a lipidi
Secondo questa teoria le prime entità autoreplicantesi erano composti organici simili ai lipidi. È noto che i fosfolipidi formano spontaneamente doppi strati in acqua - la stessa struttura delle odierne membrane cellulari. Anche altre molecole anfifiliche, con una catena lunga idrofoba ed una testa polare, sono in grado di formare spontaneamente strutture simili a vescicole racchiuse da membrane. Queste catene carboniose erano presenti sulla Terra primordiale, dove la loro capacità di auto organizzarsi in strutture sovramolecolari può essere stata determinante per l'emergere della vita. Infatti, i corpi lipidici formati da anfifili possiedono, nella zona centrale apolare, molecole capaci di assorbire la luce visibile e utilizzarla per numerose reazioni, tra cui la sintesi di altre molecole anfifiliche a partire da precursori presenti nell'ambiente. Le molecole neosintetizzate, inserendosi nel doppio strato, provocano l'espansione delle vescicole, le quali, in seguito ad eccessiva espansione, vanno incontro ad una scissione spontanea, conservando la stessa composizione dei lipidi nella progenie.
Questo processo può aver rappresentato una prima forma di replicazione e di trasferimento dell'informazione. Secondo questo modello, infatti, sulla Terra primordiale esistevano diversi tipi di questi corpi lipidici, alcuni dei quali, grazie alla loro particolare composizione, possedevano capacità catalitiche superiori, e quindi si accrescevano e replicavano più velocemente degli altri, trasferendo la loro informazione composizionale alla progenie; in questo modo si sarebbe realizzata una forma di selezione naturale e solo in seguito, l'evoluzione condusse alla comparsa di entità polimeriche come l'RNA o il DNA più adatte alla conservazione dell'informazione.

### Il modello a polifosfati
Il problema con la maggior parte degli scenari abiogenetici è che l'equilibrio termodinamico degli amminoacidi con i peptidi è spostato nella direzione degli amminoacidi liberi; sono stati spesso tralasciati, infatti, i meccanismi che hanno indotto la polimerizzazione. La risoluzione di questo problema può essere rilevata nelle proprietà dei polifosfati, generati dalla polimerizzazione di ioni monofosfato ordinari PO4−3 ad opera della radiazione ultravioletta. I polifosfati inducono la polimerizzazione degli amminoacidi in peptidi, guidando il processo contro la direzione dell'equilibrio. Grandi quantità di ultravioletti erano probabilmente presenti negli oceani primordiali. Il problema fondamentale, tuttavia, sembra essere che il calcio reagisce con il fosfato solubile formando fosfato di calcio insolubile, per cui occorre trovare un meccanismo plausibile per mantenere gli ioni calcio liberi in soluzione. Forse, la risposta potrebbe trovarsi in alcuni complessi stabili e non reattivi come il citrato di calcio.

### Il modello dell'ecopoiesi
Il modello dell'ecopoiesi propone che i cicli biogeochimici degli elementi biogenici, catalizzati da un'atmosfera primordiale ricca di ossigeno, generato dalla fotolisi del vapore acqueo, siano stati la base di un metabolismo planetario che precedette e condizionò la graduale evoluzione della vita.

## Vita "primitiva" extraterrestre
Un'alternativa all'abiogenesi terrestre è l'ipotesi che la vita primitiva si sia originariamente formata in ambiente extraterrestre, o nel cosmo o su un pianeta vicino (Marte). (Si noti che l'esogenesi è legata, ma non coincide con la nozione di panspermia).

### La presenza di acqua

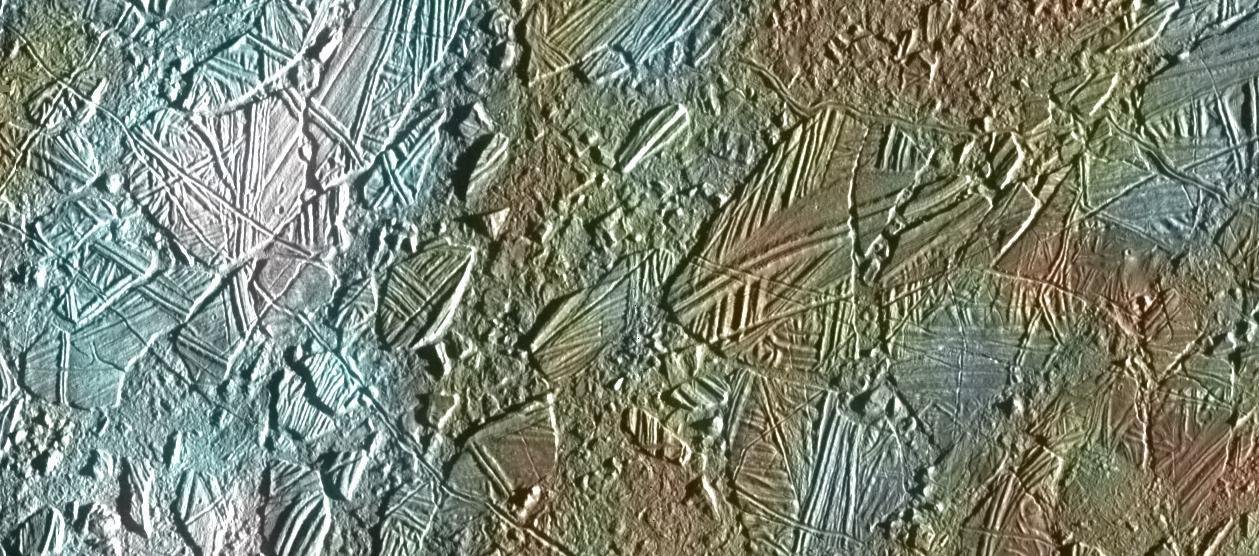
Distese ghiacciate su Europa.

Per questo motivo ultimamente rivestono particolare importanza le osservazioni dei pianeti esterni alla Terra o addirittura fuori dal Sistema Solare.
Per cercare la presenza di vita su questi pianeti, ci si concentra principalmente sulla ricerca di acqua allo stato liquido, considerata indispensabile alla formazione di entità viventi.
In questi casi, la situazione è molto diversa: il calore necessario per la presenza di acqua allo stato liquido non è più legata principalmente all'energia ricevuta dal Sole, ma da quella prodotta all'interno dei singoli pianeti per effetto della forza gravitazionale e del decadimento radioattivo.
Per esempio, si ipotizza la possibile presenza di acqua allo stato liquido all'interno dei cosiddetti satelliti di ghiaccio, dove le forze di marea indotte dal pianeta stirano e distorcono la crosta causando l'innalzamento della temperatura oltre il punto di fusione.

#### Acqua su Marte
Varie missioni spaziali sono state effettuate sul pianeta rosso al fine di verificare la presenza di acqua. Sul suolo marziano sono state rintracciate tracce di ematite, un minerale che si forma solamente in presenza di acqua e sono state osservate zone sedimentarie che si ipotizza possano essersi formate per azione erosiva di un liquido; il rover Opportunity ha inoltre ottenuto riscontri che in un antico passato l'acqua esisteva allo stato fluido sulla superficie di Marte.

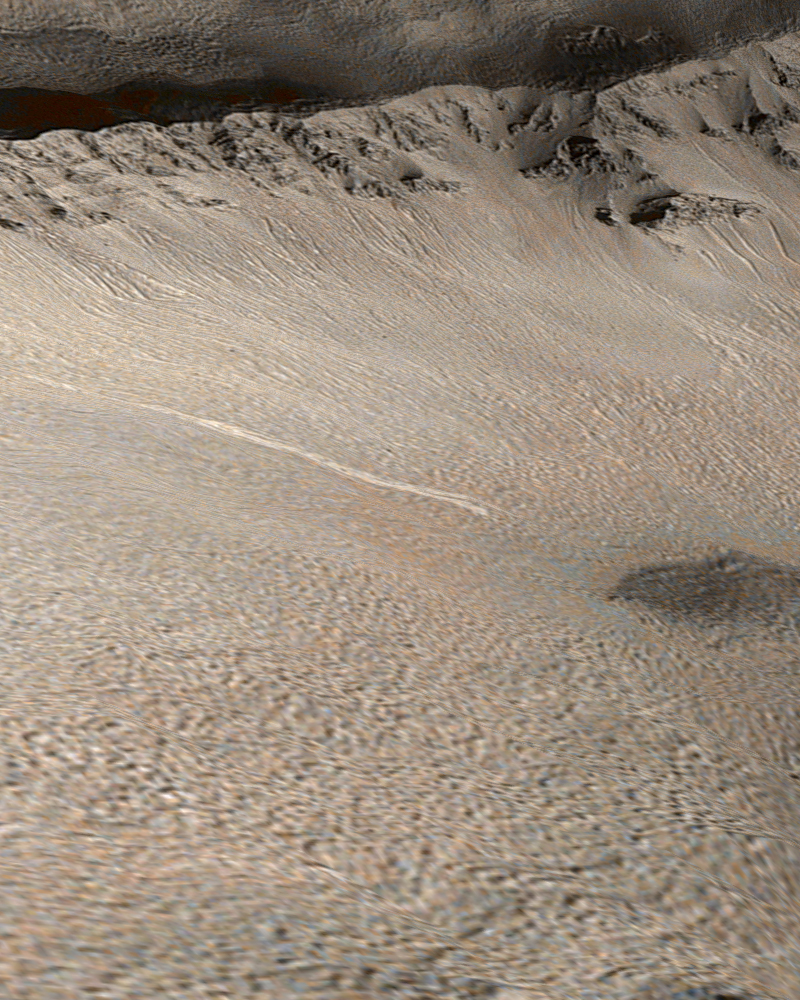
I solchi, che si originano dal bordo rialzato del cratere, sono attribuiti al ruscellamento di liquidi (probabilmente acqua) sulla superficie di Marte

 Nel dicembre del 2006 Mars Global Surveyor ha fornito le prove fotografiche che a tutt'oggi l'acqua fuoriesce da fenditure lasciando depositi sul terreno. Altre fotografie hanno mostrato alvei di antichi fiumi, isole che sorgevano al loro interno, prove inconfutabili che un tempo il liquido scorreva formando le caratteristiche formazioni ora visibili. Ma col diminuire del campo magnetico il vento solare ha spazzato via la primitiva atmosfera facendo diminuire drasticamente la pressione ed eliminando quasi completamente l'acqua dalla superficie.
Nel marzo del 2004 la sonda Mars Express ha rilevato la presenza di metano nell'atmosfera di Marte, e siccome questo gas può persistere solo per poche centinaia di anni, essa viene spiegata solamente attraverso un processo vulcanico o geologico non identificato o con la presenza di certe forme di vita estremofile. Secondo altri esperti, il minerale chiamato olivina in presenza di acqua potrebbe essere stato convertito in serpentina, e questo fenomeno potrebbe essere successo in qualche posto nel sottosuolo di Marte ed aver liberato abbastanza metano da poter essere stato rilevato dalle sonde. Ancora il Mars Express nel febbraio 2005 ha segnalato la presenza di formaldeide, altro indizio di presenza di vita microbica.
Nel novembre del 2005 i ricercatori dell'ESA hanno comunicato che la sonda utilizzando il radar MARSIS ha individuato quello che probabilmente è un lago ghiacciato largo fino a 250 chilometri nel sottosuolo del pianeta ad una profondità di circa 2 chilometri. Il bacino del lago deriverebbe da un impatto di un meteorite che in seguito si sarebbe riempito di materiale ricco di ghiaccio. Tramite MARSIS si sono potuti contare i crateri nascosti dai sedimenti e dalle colate laviche della regione nord di Marte. Il numero di questi crateri è comparabile con il numero di quelli presenti nella regione sud, quindi entrambe le regioni si sarebbero formate nello stesso arco temporale. Lo strumento MARSIS inoltre ha permesso di effettuare una stima di massima della quantità d'acqua immagazzinata sotto forma di ghiaccio nella regione del polo sud.
Nel maggio 2008 è atterrata la sonda Phoenix su una regione polare con il compito di analizzare l'ambiente per verificare se vi possano vivere i microorganismi; il lander con un braccio meccanico ha scavato nel terreno ed analizzato il materiale ottenuto. Si ritiene che i terreni, analizzati da Phoenix siano vecchi di 50 000 e forse un milione di anni, e potrebbero avere tracce di un antico clima marziano più temperato.
Il 1º agosto 2008 in una conferenza stampa la NASA ha annunciato la rilevazione da parte della sonda Phoenix di ghiaccio presente a 5 centimetri sotto il suolo marziano.

### L'arrivo sulla Terra
I composti organici sono relativamente comuni nello spazio, specialmente al di fuori del sistema solare, dove i composti volatili non evaporano per effetto del calore solare. Le comete sono rivestite da strati esterni in materiale scuro, ritenuto essere simile al catrame composto di materiale organico complesso formato da semplici composti del carbonio andati incontro a reazioni dovute soprattutto all'irraggiamento da parte degli ultravioletti. Si può supporre che una pioggia di materiale dalle comete possa aver portato sulla Terra quantità significative di tali complessi organici.

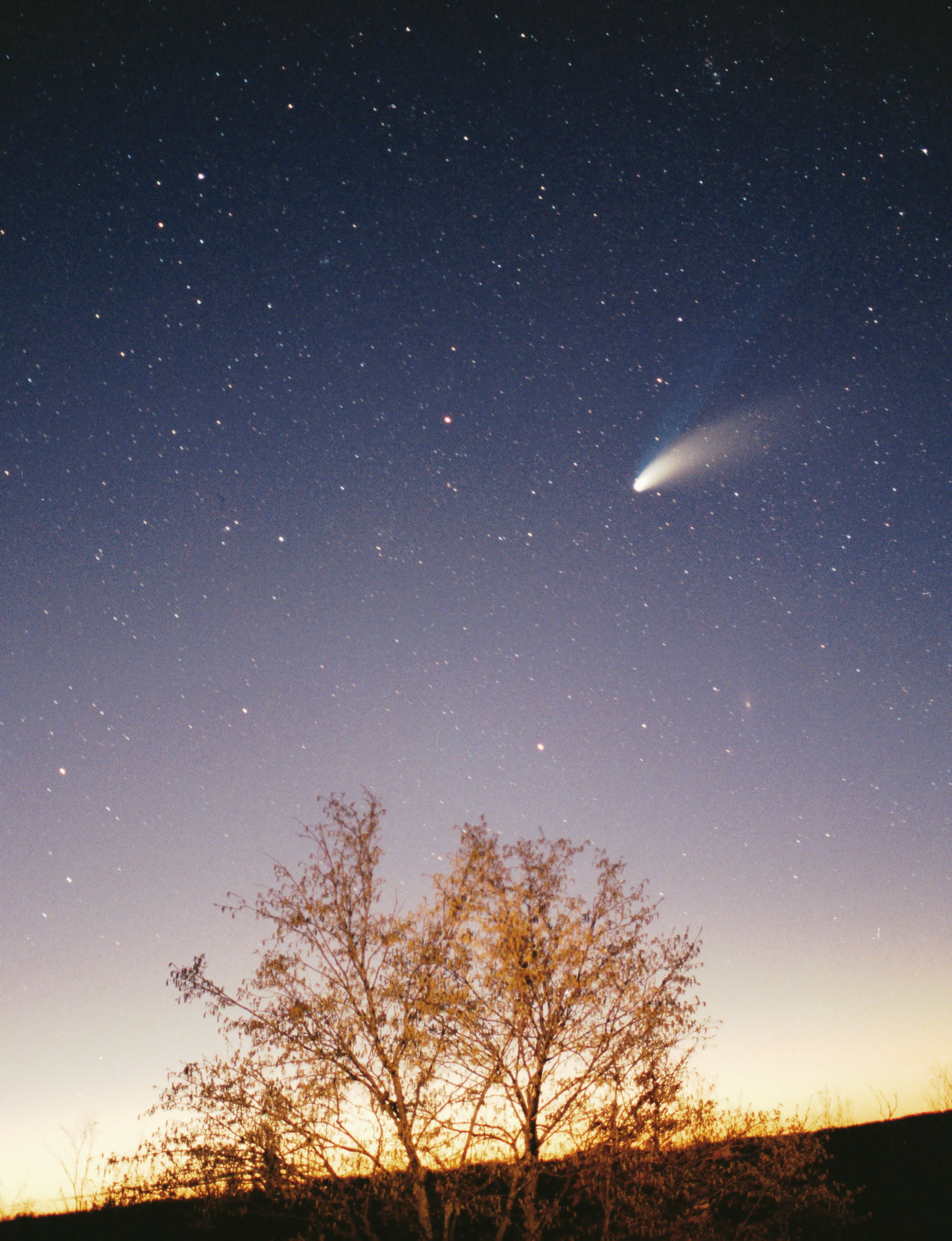
La cometa Hale-Bopp. L'impatto di comete come questa con la superficie terrestre potrebbe aver rilasciato una gran quantità di complessi organici

Un'ipotesi alternativa ma legata a quest'ultima, proposta per spiegare la presenza della vita sulla Terra così presto su un pianeta appena raffreddato, con un tempo per l'evoluzione prebiotica evidentemente molto ridotto, è che la vita si sia formata inizialmente su Marte. A causa delle sue minori dimensioni, Marte si sarebbe raffreddato prima della Terra (una differenza di centinaia di milioni di anni), permettendo processi prebiotici mentre la Terra era ancora troppo calda. La vita sarebbe poi stata trasportata sulla Terra quando il materiale crostale subì esplosioni a causa di impatti con comete e asteroidi. Marte avrebbe continuato a raffreddarsi molto velocemente divenendo ostile alla prosecuzione dell'evoluzione e anche all'esistenza stessa della vita (perse la sua atmosfera a causa di un blando vulcanesimo). La Terra sta andando incontro allo stesso destino, ma a minore velocità.
Questa ipotesi non risponde in realtà alla domanda su come si sia originata la vita, ma semplicemente sposta la questione su un altro pianeta o su una cometa. Tuttavia, il vantaggio di un'origine extraterrestre della vita primitiva è che la vita non deve necessariamente essersi evoluta su ciascun pianeta per esservi presente, ma piuttosto da un singolo luogo da cui si sarebbe diffusa nella galassia ad altri sistemi stellari attraverso comete e meteoriti. L'evidenza a supporto della plausibilità del concetto è scarsa, ma trova dimostrazione nello studio recente delle meteoriti marziane ritrovate in Antartide e negli studi sui microbi estremofili e sui risultati di esperimenti sulla resistenza all'esposizione nello spazio di alcune forme di vita terrestri. Un ulteriore sostegno all'ipotesi viene dalla recente scoperta di un ecosistema batterico la cui sorgente di energia è la radioattività.

## L'origine della vita nella cultura
L'interrogativo di come abbia avuto origine la vita ha coinvolto molto la cultura umana e prima che la scienza elaborasse le teorie che oggi conosciamo, è tramite la mitologia, la religione e la filosofia che l'uomo ha provato a fornire risposte a tale interrogativo.

### Religione e mitologia

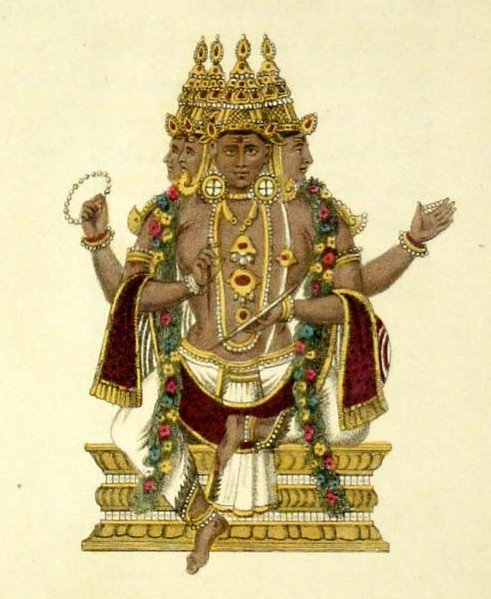
Secondo l'induismo, Brahmā è il padre di tutti gli esseri viventi.

Il concetto di creazione permea tutte le culture, e in talune è comune la mancanza di un processo evolutivo.
Le dottrine o complesso di miti che si rifanno alla creazione possono tuttavia essere fra loro molto diversi, spostandosi da cultura a cultura. Infatti alcuni miti fanno nascere il mondo dalle lotte intestine tra le divinità, altri affidano la creazione ad un'unica divinità che fa nascere il creato dal nulla mentre, per altri ancora, la Terra e tutto ciò che ci circonda sarebbe fuoriuscito da un uovo cosmico primordiale.
In ognuno di questi miti, le varie società e le varie culture hanno inserito gli elementi e le metafore che ritenevano più rappresentativi della loro concezione del mondo.
Alcuni ritengono che il mito della creazione influenzi l'atteggiamento degli uomini che vivono nella società che gli ha dato vita, anche se essi non vi credono.

#### Aborigeni australiani
Nella cultura degli aborigeni australiani, la creazione del mondo svolge un ruolo fondamentale. La creazione risale al Tempo del sogno, in cui gigantesche creature totemiche attraversarono la Terra cantando di ciò che incontravano (rocce, pozze d'acqua, animali, piante) e così facendo portarono questi elementi alla creazione vera e propria.

#### Babilonia
Il mito della creazione babilonese è stato descritto nell'Enûma Elish, di cui esistono varie versioni e copie, la più antica delle quali è datata al 1700 a.C.

Secondo questa descrizione, il dio Marduk si armò per combattere il mostro Tiamat. Marduk distrusse Tiamat, tagliandola in due parti che divennero la terra e il cielo. Dopo, distrusse anche il marito di Tiamat, Kingu, usando il suo sangue per creare l'umanità.

#### Bantu
Secondo i Bantu, in origine la Terra non era altro che acqua e oscurità. Mbombo, il gigante bianco, governava questo caos. Un giorno egli sentì un fortissimo dolore allo stomaco e vomitò il sole, la luna e le stelle. Il sole splendeva perfidamente e l'acqua evaporò nelle nuvole. Gradualmente, apparvero delle colline asciutte. Mbombo vomitò di nuovo e questa volta vennero fuori gli alberi, gli animali, le persone e molte altre cose: la prima donna, il leopardo, l'aquila, l'incudine, la scimmia Fumu, il primo uomo, il firmamento, la medicina e la luce. Nchienge, la donna delle acque, viveva ad Est. Ella aveva un figlio, Woto, e una figlia, Labama. Woto fu il primo re dei Bakuba.

#### Buddismo
Il Buddismo normalmente ignora le questioni riguardanti l'origine della vita. Il Buddha a questo riguardo disse che sarebbe stato possibile ponderare su queste questioni per tutta la vita senza tuttavia avvicinarsi al vero obiettivo, la cessazione della sofferenza.

#### Cherokee
In principio, c'era solo l'acqua. Tutti gli animali vivevano sopra di essa ed il cielo era sommerso. Erano tutti curiosi di sapere cosa ci fosse sotto l'acqua ed un giorno Dayuni'si, lo scarabeo acquatico, si offrì volontario per esplorare. Esplorò la superficie, ma non riuscì a trovare nessun terreno solido. Esplorò sotto la superficie fino al fondo e tutto quello che trovò fu del fango che portò in superficie. Dopo aver preso il fango, esso cominciò a crescere e a spargersi tutto intorno, fino a che non divenne la Terra così come la conosciamo.
Dopo che tutto ciò accadde, uno degli animali attaccò questa nuova terra al cielo con quattro stringhe. La terra era ancora troppo umida, così mandarono il grande falco nel Galun'lati per prepararla per loro. Il falco volò giù e quando raggiunse la terra dei Cherokee era così stanco che le sue ali cominciarono a colpire il suolo. Ogni volta che colpivano il suolo si formava una valle od una montagna. Gli animali poi decisero che era troppo buio, così crearono il sole e lo misero lì dove è tutt'oggi.

#### Cina
In Cina sussistono cinque maggiori punti di vista sulla creazione.
- Secondo il primo non ci sono le prove necessarie per spiegare la creazione e le sue origini.
- Il secondo si fonda sull'idea che il paradiso e la terra erano un'entità unica che poi si separò in due parti.
- Il terzo, apparso relativamente tardi nella storia della cultura cinese, è quello del Taoismo. Secondo questo il Tao è la forza alla base della creazione grazie alla quale, dal nulla si è creato il tutto, ovvero dal vuoto si è generata la materia (rispettivamente lo yin e lo yang) e da questi è nata ogni cosa attraverso i vari processi naturali.
- Il quarto, anch'esso relativamente giovane, è il mito di Pangu. Secondo questa spiegazione, offerta dai monaci Taoisti secoli dopo Lao Zi, l'universo nacque da un uovo cosmico. Una divinità, Pangu, nascendo da quell'uovo lo ruppe in due parti: quella superiore divenne il cielo e quella inferiore la terra. Man mano che la divinità crebbe le due parti dell'uovo si separarono sempre più e, quando Pangu morì, le parti del suo corpo divennero varie zone terrestri.
- Il quinto è costituito da racconti tribali non legati in un sistema unicizzante.

#### Bibbia

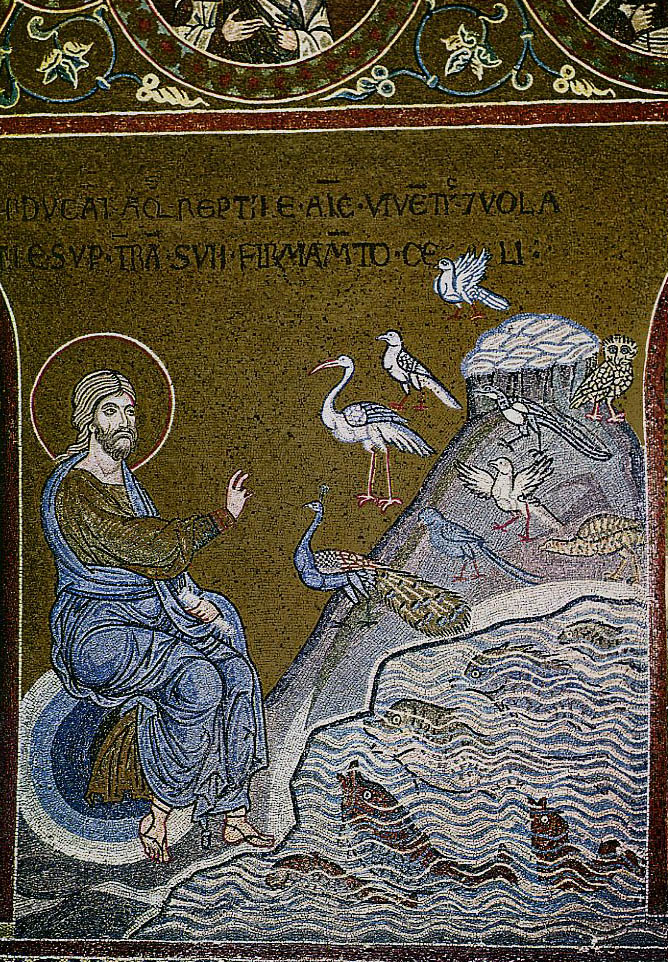
Un mosaico del Duomo di Monreale, raffigurante la creazione delle specie animali ad opera di Dio.

Nella Bibbia si narra che Dio avrebbe creato il mondo, ivi inteso l'universo, in sei giorni, riposandosi il settimo.
Alcune dottrine cristiane insegnano che si tratta di giorni letterali, mentre altre credono che il termine "giorno" debba essere inteso come Ere creative, della durata di migliaia, se non milioni, di anni, in quanto la traduzione dall'ebraico lascia spazio a più interpretazioni. In ogni caso, la Chiesa Cattolica oggi suggerisce una lettura metaforica e non letterale del testo. 
Nella Genesi, il primo libro del testo sacro per ebrei e cristiani, ma riconosciuto tale anche dai musulmani, la narrazione della Creazione occupa i capitoli 1,1-2,4a.
La Genesi si apre con le seguenti frasi: «In principio Dio creò il cielo e la terra. La terra era informe e deserta e le tenebre ricoprivano l'abisso e lo spirito di Dio aleggiava sulle acque.» 

### Filosofia
Sin dalle origini della filosofia occidentale, in particolare nella filosofia greca, il problema dell'origine della vita è stato posto al centro della riflessione; le varie scuole di pensiero si distinguono fra quelle che attribuivano l'origine del cosmo a un principio statico (l'acqua, il numero, il logos, l'essere), ovvero a una pluralità di fattori(amore e odio, gli atomi etc.) che, mediante un equilibrio dinamico, assicurano il divenire della vita.
Nel Poema sulla natura Parmenide sostiene che la molteplicità e i mutamenti del mondo fisico sono illusori, e afferma, contrariamente al senso comune, che sola realtà è l'Essere: immutabile, ingenerato, finito, immortale, unico, omogeneo, immobile, eterno.
Questa concezione è diametralmente opposta alla tesi formulata da Eraclito, secondo il quale tutto il mondo non è che un flusso perennemente in divenire, nel quale nessuna cosa è mai la stessa poiché tutto si trasforma ed è in una continua evoluzione. Pur se la filosofia di Eraclito ci è giunta in modo frammentario, egli sembra quindi ancorare la realtà al tempo e alle continue trasformazioni che esso comporta; in questo senso sostiene che solo il cambiamento e il movimento siano reali e che l'identità delle cose sia illusoria: per Eraclito tutto scorre (panta rei).
Anche gli atomisti democritei si opponevano alla concezione di immobilismo degli eleati. La teoria atomistica prevedeva, in effetti, la coesistenza di Essere e Non essere. La realtà sarebbe originata da scontri casuali di atomi che si uniscono formando gli enti sensibili.
Una teoria differente è elaborata da Anassagora secondo cui la vita sulla Terra si sarebbe sviluppata in seguito allo sviluppo di "semi" presenti in tutto l'Universo, armonizzati da un Nous, una sorta di intelligenza divina. Tale ipotesi è stata ripresa nell'Ottocento e prende il nome di panspermia.
Secondo Platone, il mondo visibile sarebbe opera del Demiurgo, una sorta di divinità che avrebbe traslato il mondo perfetto delle idee nel mondo terreno imperfetto.
Diversa invece la concezione aristotelica: secondo Aristotele, infatti, essendo Dio puro pensiero e immutabile, non può creare il mondo, che è anch'esso eterno. Come riporta Cicerone (Tuscolane, 15, 42): «il mondo non ha mai avuto origine, poiché non vi è stato alcun inizio, per il sopravvenire di una nuova decisione, di un'opera così eccellente».

### Arte

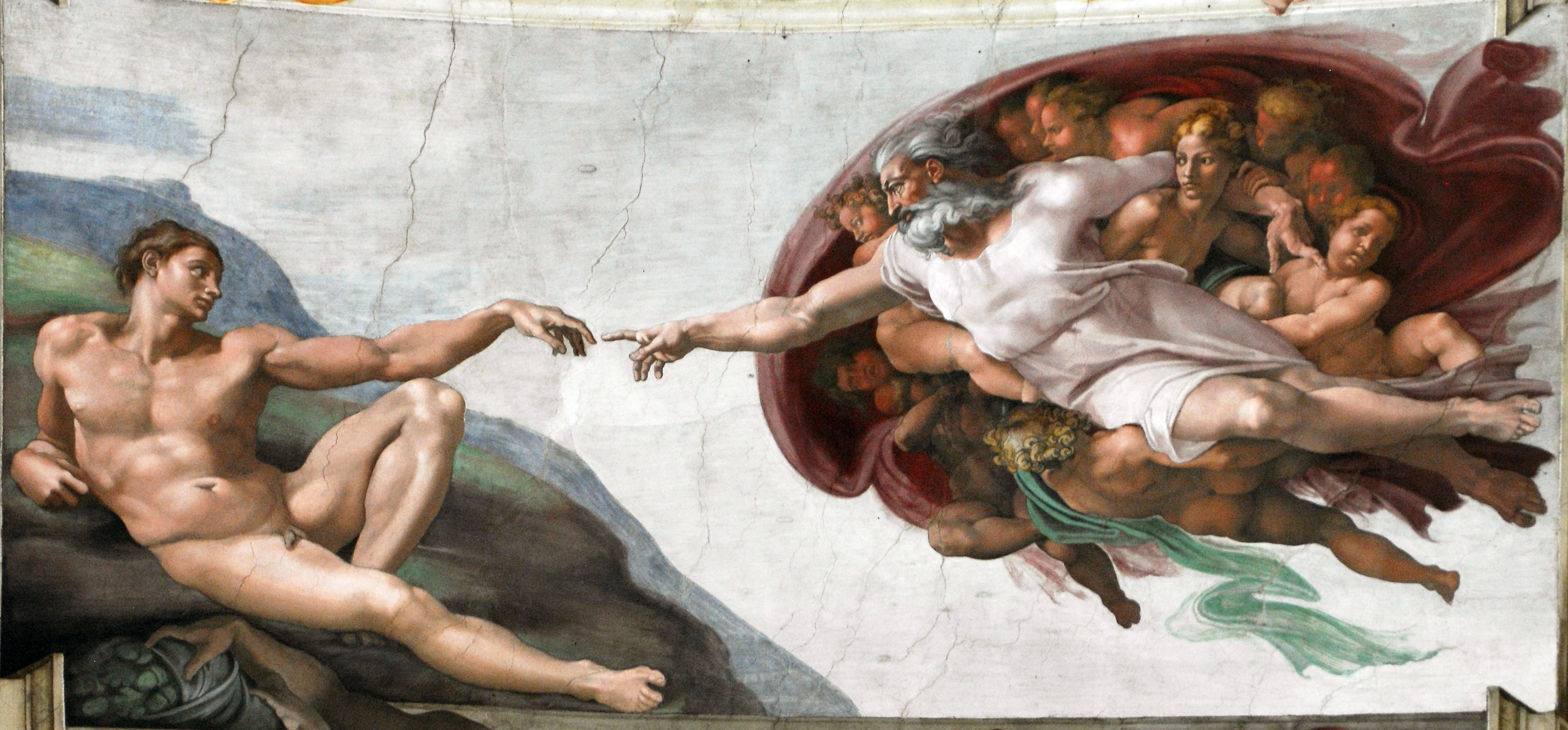
Affresco della Cappella Sistina, raffigurante la creazione dell'uomo.

Anche varie opere artistiche (letterarie, pittoriche, ecc.) hanno affrontato il tema dell'origine della vita. Il tema della Creazione, preso dalla Genesi si trova in innumerevoli cicli pittori e musivi di storie dell'Antico Testamento.
Michelangelo dipinse alcuni affreschi sul soffitto della Cappella Sistina in cui rappresentava scene tratte dai primi capitoli della Genesi: una di queste rappresentava la creazione del primo uomo, Adamo, in cui Dio viene rappresentato come un vecchio signore che fluttua in aria con il suo mantello e che conferisce la vita a Adamo sfiorandolo con la mano.
Il Tintoretto eseguì a Venezia nel 1550 la sua Creazione degli Animali, oggi conservata nelle Gallerie dell'Accademia. Vi si può vedere il Creatore in mezzo ad una brillante luce nella Terra ancora oscura dopo la creazione della Terra stessa nel secondo giorno; e si può ammirare la scena del quarto giorno: pesci, uccelli ed anche mammiferi.
Raffaello Sanzio nel 1519 a Roma aveva già eseguito un bellissimo dipinto sulla creazione degli animali con lo stesso titolo del Tintoretto; esso è visitabile nella Loggia di Raffaello nel Vaticano. In esso gli animali sono tutti intorno al Creatore, anche gli animali mitici, come l'unicorno.